# Palacio Lazarraga

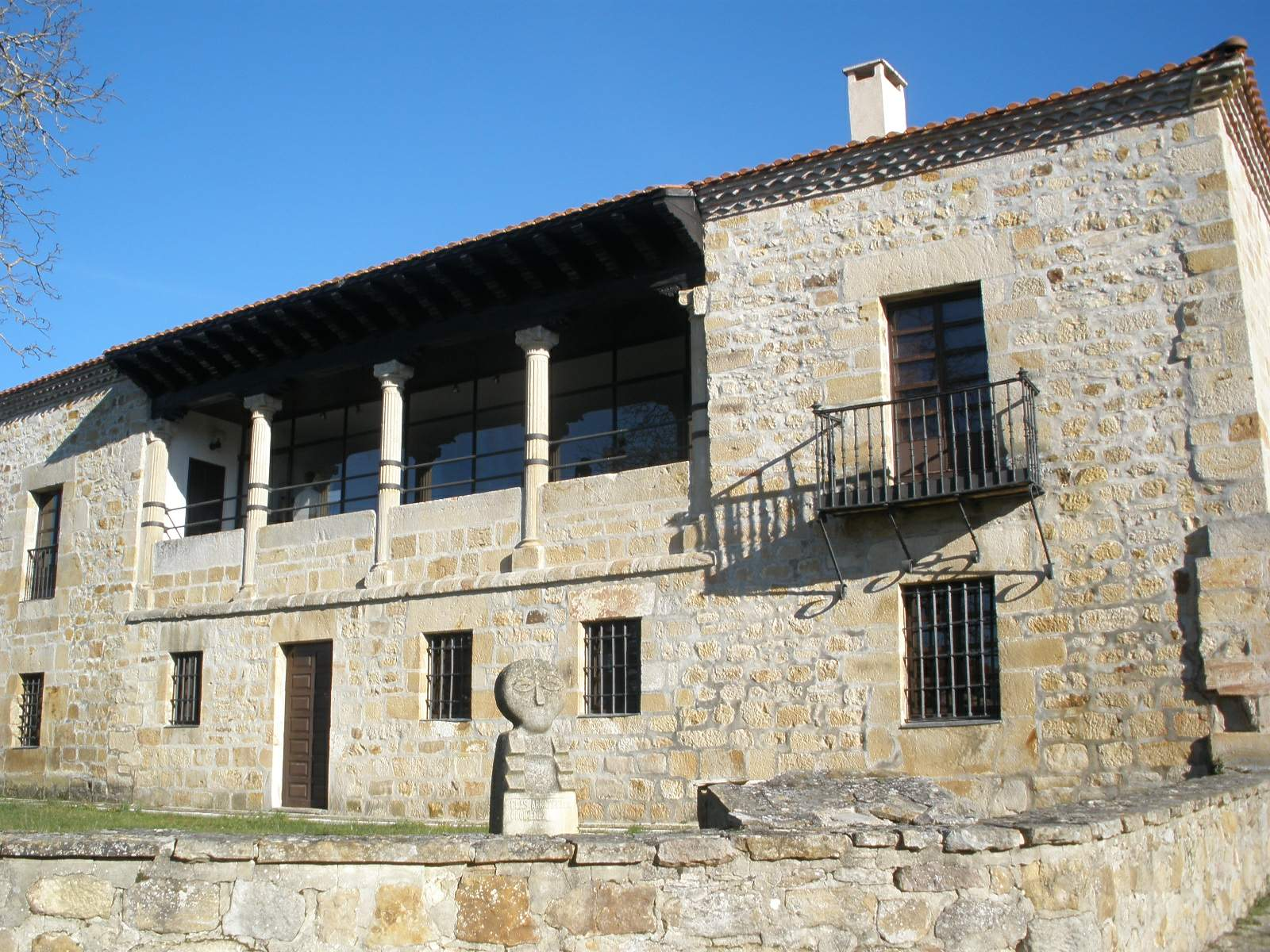
Fachada trasera del jardín, con galerías

El palacio Lazarraga, se encuentra en el centro de la localidad de Zalduendo (Álava, España), junto a la iglesia, actual museo municipal. Se trata de un Palacio edificado en la segunda mitad del siglo XVI.

## Descripción
El edificio, de planta aproximadamente cuadrada, se construye con sillería arenisca en la orientación principal, y en mampostería las demás. Consta de un piso noble y una planta baja. El tejado, de gran tamaño, es a cuatro aguas, cubierto por teja cerámica. La cornisa, muy sencilla, se encuentra construida por doble línea de teja invertida, volando una sobre otra.
Dispone, al este, de una portada de grandes dimensiones que supera la altura del alero. Esta portada se encuentra dividida en dos pisos, el inferior rodea el portón de acceso por dobles columnas jónicas con el fuste acanalado. El superior es un enorme escudo enmarcado en elementos clásicos y escoltado por dos guerreros gigantes.

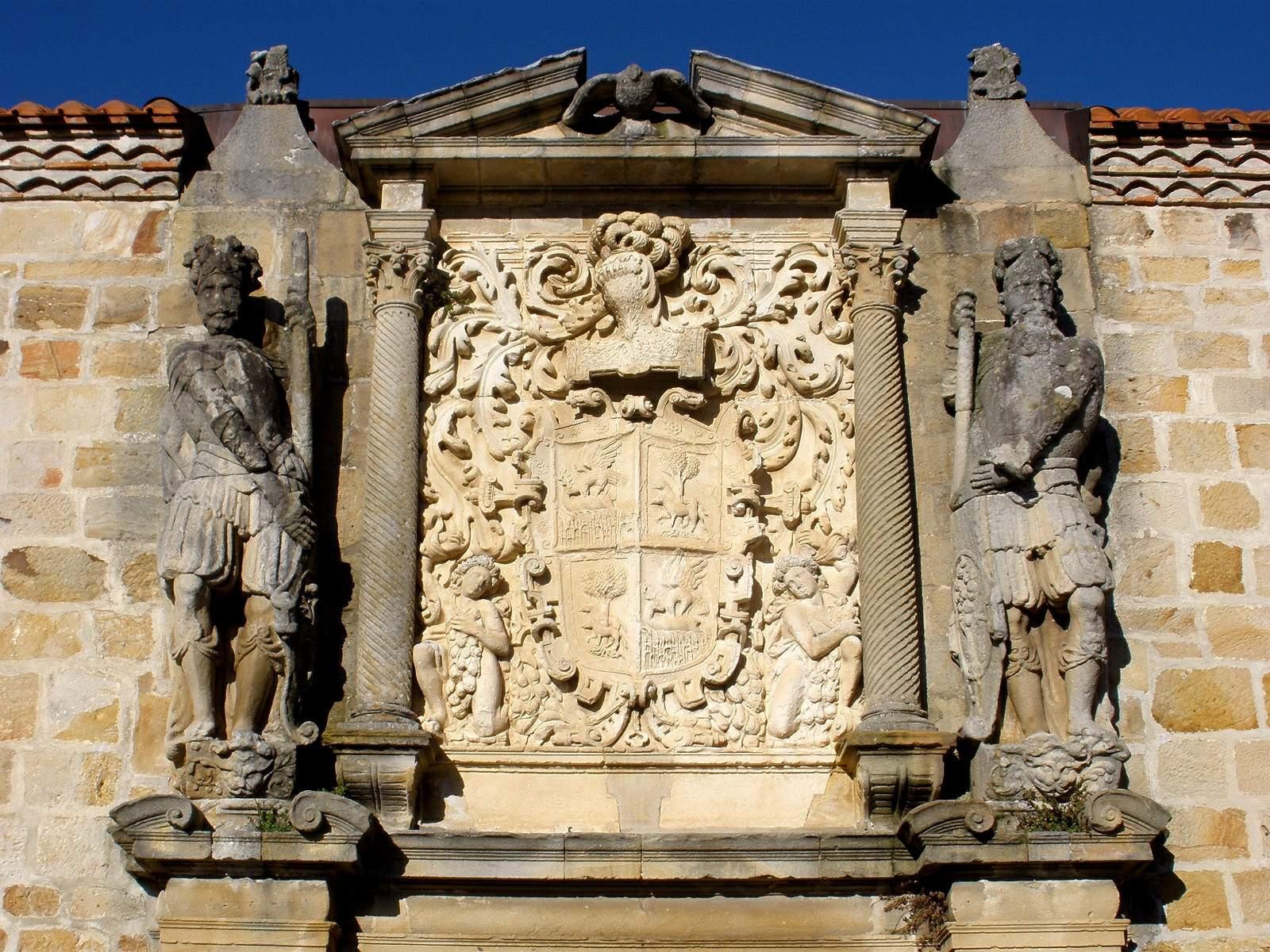
Escudo de armas en la fachada principal.

A ambos lados de la puerta principal se encuentran dos balcones sobre grandes ménsulas de piedra. La barandilla es de forja bien trabajada.
La fachada sur consta de una galería, a la altura de la planta noble, compuesta por columnas renacentistas rematadas por capiteles corintios. 
El esquema de funcionamiento interior del edificio establece dos ejes, trazados perpendicularmente a la portada y a la galería. Estos dos ejes se sitúan en distintas plantas, por lo que se dejó un hueco en doble altura que permite establecer una relación entre ambos. Este hueco construye su estructura con columnas renacentistas en planta baja, de tal manera que se revaloriza el espacio resultante. 
La entrada de luz de la galería superior a las dos plantas, establece un centro jerárquico en el edificio, donde existe un distribuidor principal, alrededor del cual se distribuyen las distintas estancias.
La escalera se encuentra en una posición importante respecto a los dos ejes principales del inmueble, por lo que gana importancia, pese a sus discretas proporciones. Esta escalera mantiene sus peldaños originales de piedra labrada.
La casa disponía de pinturas de la época de su construcción, que se situaban en la escalera y en la galería, pero que debido al mal estado fueron traspasadas a paneles que se encuentran ubicados en el propio inmueble. Uno de los motivos de las citadas pintura son los blasones de los Lazarraga y Santa Cruz, señores de la desaparecida torre de Zalduendo. El resto de pinturas son personajes en distintas actitudes, algunos de carácter religioso.